# Bixaceae
Famille
Classification APG III (2009)
La petite famille des Bixacées regroupe des plantes dicotylédones.
Cette famille compte une vingtaine d'espèces réparties en 3 ou 4 genres.
Le genre Bixa inclut 4 espèces de petits arbres ou d'arbustes originaires d'Amérique centrale et des Caraïbes. On en extrait un colorant alimentaire orange : le jaune de roucou. Le plus connu est le roucou (Bixa orellana).

## Étymologie
En 1821 Kunth nommait la famille « Bixinae ».
Le nom vient du genre type Bixa dont l’étymologie n’est pas claire.
Linné n'a donné aucune explication sur l'origine du nom et Alexandre Théis ne donne que les noms « roucou » et « urucu » (ouroucou) ».
Selon certaines sources, le nom Bixa dériverait de « biche », nom vernaculaire brésilien ou sud-américain du « roucouyer ou rocouyer », Bixa orellana.
Cependant « biche » est actuellement un nom souvent employé pour désigner des plantes très différentes, par exemple Passiflora foetida (Passifloraceae), Ambelania acida (Apocynaceae), ou encore Lacmellea aculeata (ceb) ( Apocynaceae).
Une autre origine serait le nom vernaculaire « Bija » utilisé par les indiens « embijados » des Caraïbes pour désigner aussi le Bixia orcilana ou « urucu », utilisé pour ses propriétés tinctoriales.

## Description
Ce sont des petits arbres, des arbustes ou des plantes herbacées, à sève colorée, certains adaptés aux zones arides, largement répandus dans les régions tropicales.

## Classification
La position de cette famille est discutée.
L'espèce Diegodendron humbertii (nl), qui a justifié à elle seule la création de l'hypothétique  famille des Diegodendraceae, est un petit arbre endémique de Madagascar, semble être très proche des Bixacées.
La classification phylogénétique APG (1998) situe cette famille dans l'ordre des Malvales et place les genres Amoreuxia et Cochlospermum dans une famille séparée, les Cochlospermacées.
La classification phylogénétique APG II (2003) offre l'option
- d'une famille lato sensu (au sens large) incluant Amoreuxia, Bixa, Cochlospermum et Diegodendron
ou
- une famille stricto sensu (au sens strict) contenant le seul genre Bixa.

La classification phylogénétique APG III (2009), qui n'a jamais recours à des familles optionnelles, ne reconnait que l'option lato sensu invalidant de fait la famille des Cochlospermaceae.

## Liste des genres
La classification phylogénétique APG III (2009) inclut dans cette famille les genres précédemment placés dans les familles Cochlospermaceae, Diegodendraceae, à savoir les genres Amoreuxia, Cochlospermum et Diegodendron.
Selon World Checklist of Selected Plant Families (WCSP) (21 juin 2010) et NCBI (21 juin 2010) (Plus conforme à APGIII puisqu'il incorpore les genres Amoreuxia, Cochlospermum et Diegodendron anciennement dans Cochlospermaceae, Diegodendraceae) :
- Amoreuxia (en) Moc. & Sessé ex DC. (1825)
- Bixa L. (1753)
- Cochlospermum (en) Kunth, Malvac., Büttner. (1822)
- Diegodendron Capuron, Adansonia, n.s. (1963)

Selon DELTA Angio (21 juin 2010) :
- Bixa

En classification classique (1981) elle comprend, selon ITIS (21 juin 2010), 16 espèces réparties en 3 genres  :
- Amoreuxia (en) Moc. & Sessé ex DC.
- Bixa L.
- Cochlospermum (en) Kunth

## Liste des espèces
Selon World Checklist of Selected Plant Families (WCSP) (21 juin 2010) :
- genre Amoreuxia Moc. & Sessé ex DC. (1825)

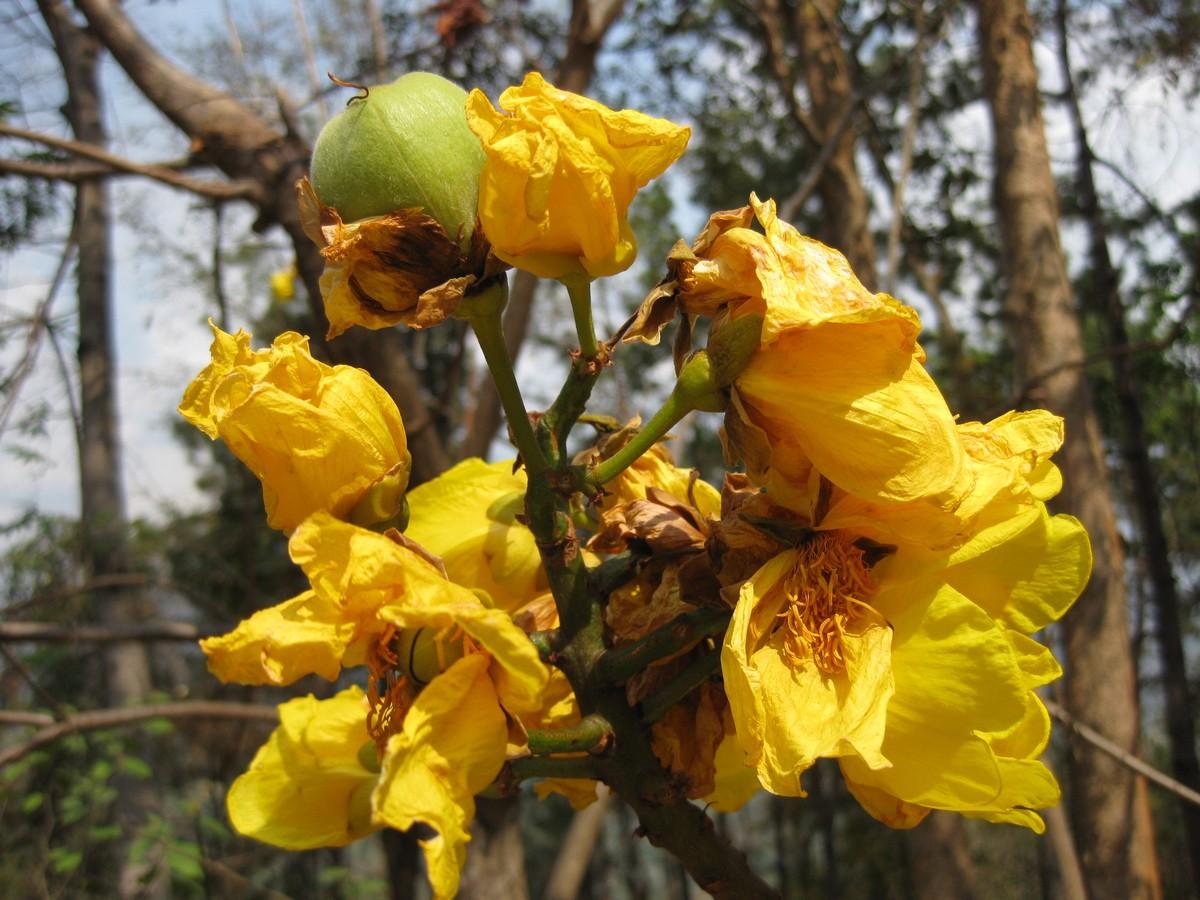
Fleurs de Cochlospernum religiosum en train de fanées et fruits, Jardin botanique de la reine Sirikit, Thaïlande

  - Amoreuxia gonzalezii Sprague & L.Riley (1922)
  - Amoreuxia malvifolia A.Gray (1852)
  - Amoreuxia palmatifida Moc. & Sessé ex DC. (1825)
  - Amoreuxia wrightii A.Gray (1853)
- genre Bixa L. (1753)
  - Bixa arborea Huber (1910)
  - Bixa excelsa Gleason & Krukoff (1934)
  - Bixa orellana L. (1753)
  - Bixa platycarpa Ruiz & Pav. ex G.Don (1831)
  - Bixa urucurana Willd. (1809)
- genre Cochlospermum Kunth, Malvac., Büttner. (1822)
  - Cochlospermum angolense Welw. ex Oliv. (1868)
  - Cochlospermum fraseri Planch. (1847)
  - Cochlospermum gillivraei Benth. (1863)
  - Cochlospermum intermedium Mildbr. (1923)
  - Cochlospermum noldei Poppend. (2004)
  - Cochlospermum orinocense (Kunth) Steud., Nomencl. Bot., ed. 2 (1840)
  - Cochlospermum planchonii Hook.f. ex Planch. (1847)
  - Cochlospermum regium (Schrank) Pilg. (1924)
  - Cochlospermum religiosum (L.) Alston (1931)
  - Cochlospermum tetraporum Hallier f. (1913)
  - Cochlospermum tinctorium Perrier ex A.Rich. (1831)
  - Cochlospermum vitifolium (Willd.) Spreng. (1827)
  - Cochlospermum wittei Robyns (1963)
- genre Diegodendron Capuron, Adansonia, n.s. (1963)
  - Diegodendron humbertii Capuron, Adansonia, n.s. (1963)

Selon NCBI (21 juin 2010) :
- genre Amoreuxia
  - Amoreuxia wrightii
- genre Bixa
  - Bixa orellana
- genre Cochlospermum
  - Cochlospermum intermedium
  - Cochlospermum vitifolium
- genre Diegodendron
  - Diegodendron humbertii